# Рубини, Иосиф Павлович
Иосиф (Джузеппе) Павлович Рубини (22 января 1793 Дервио, Ломбардия — после 1862 года) — лектор итальянского языка в Московском университете, писатель.

## Биография
Родился 22 января 1793 года в Дервио, в Ломбардии, на берегу озера Комо, и происходил из благородной семьи. Первые годы детства провел в Тирано, в Валтеллине, где отец его был начальником управления государственными имуществами. затем Рубини учился в Collegio Gallico, в Комо, а потом в университете в Павии, где и окончил курс.
В 1822 году он поселился в Мюнхене, заняв, по приглашению генерала Тауша, начальника Кадетского корпуса, место преподавателя итальянского языка в корпусе, а 20 июля 1824 года отправился в Россию, «с нетерпением ожидая увидеть страну, которая, под мудрым управлением и при отеческих попечениях своих Государей, идет столь быстрыми шагами на поприще просвещения». В Петербург он явился 7 августа с рекомендательным письмом от королевы Баварской Каролины к её сестре — императрице Елизавете Алексеевне.
Лето 1825 года Рубини провёл в Царском Селе, причем «не избег разных случайностей, которым подвергается всякий молодой человек, оставаясь один, вдалеке от своей родины». Здесь, в доме графа Ю. П. Литты, он познакомился с Карамзиным, который подарил ему французский перевод «Истории государства Российского», сделанный Сен-Тома (фр. St.-Thomas) и Жуффре (фр. Jouffret), а по переезде в Петербург был представлен А. С. Шишкову, министру народного просвещения.
При его помощи Рубини 17 августа 1826 года был принят в русскую службу и определён преподавателем итальянского языка в Московский университетский благородный пансион, а вскоре (11 февраля 1827 года) получил кафедру итальянского языка и литературы в Императорском Московском университете. 13 марта 1843 года Рубини принял русское подданство, а 17 августа 1851 года, прослужив 25 лет, был, по представлению совета университета, утверждён лектором еще на 5 лет. В 1862 году Рубини ещё читал лекции. Время его смерти неизвестно.

## Сочинения
Первой изданной книгой Рубини стал «Cours grammatical de la langue Italienne» (M. 1828), с посвящением императрице Александре Фёдоровне, пожаловавшей автору 17 декабря 1828 года золотую табакерку; папа римский Лев XII прислал Рубини за поднесение этой книги чётки и золотую медаль при письме на латинском языке (которое, по распоряжению попечителя университета А. А. Писарева, было опубликовано в переводе в «Московских ведомостях»), а король Баварский Людвиг — золотую медаль с надписью «Zum Andenken»; 2-е издание этой грамматики Рубини выпустил в 1850 году.
Кроме того, в список книг Рубини входят: 1) «Scelta di Prose Italiane», с итальянско-французско-русским словарём (M. 1832); 2) «L’Inferno di Dante», с комментарием, M. 1838; 3) «Antologia Italiana Poetica del secolo decimo nono» (M. 1843—1844), с биографиями 26 итальянских поэтов (между прочим, художника С. Тончи), сочинения которых включены в сборник; 4) «Dei doveri degli nomini», соч. Сильвио Пеллико, с итальянско-французско-русским словарём (М. 1849); 5) «Tre squarci tratti dal manoscritto della Storia Russa» (M. 1854, 8°); 6) «Storia di Russia» (Torino. 1858, 8°); над этою книгою Р. усердно работал более 20 лет и при составлении её пользовался, кроме Карамзина, Устрялова, Бантыша-Каменского и других историков, сказаниями о России иностранцев — Контарини, да Колло, Поссевино, Герберштейна, М. Бера, Жолкевского, Петрея, Гордона, Манштейна, Альгаротти и прочих; 8) «Storia della letteratura Russa» (Firenze, 1862, 12°), составленная вместе с С. П. Шевырёвым; книга эта была рассмотрена 2-м отделением Академии наук и заслужила вполне благоприятный отзыв; рецензия о ней И. И. Срезневского напечатана в «Записках Императорской Академии наук», т. II, кн. 2, СПб. 1862.